# 梅賽德斯-奔馳O405
梅赛德斯-奔驰O405是一款由德国梅賽德斯-賓士公司在1980年代中期至2000年代初制造的一款非常成功的单层巴士底盘，采用第二代VÖV标准制造。它取代了奔驰前代巴士底盘—梅赛德斯-奔驰O305系列，并大量使用在欧洲、澳大利亚和新加坡等地。

## 标准地板版本

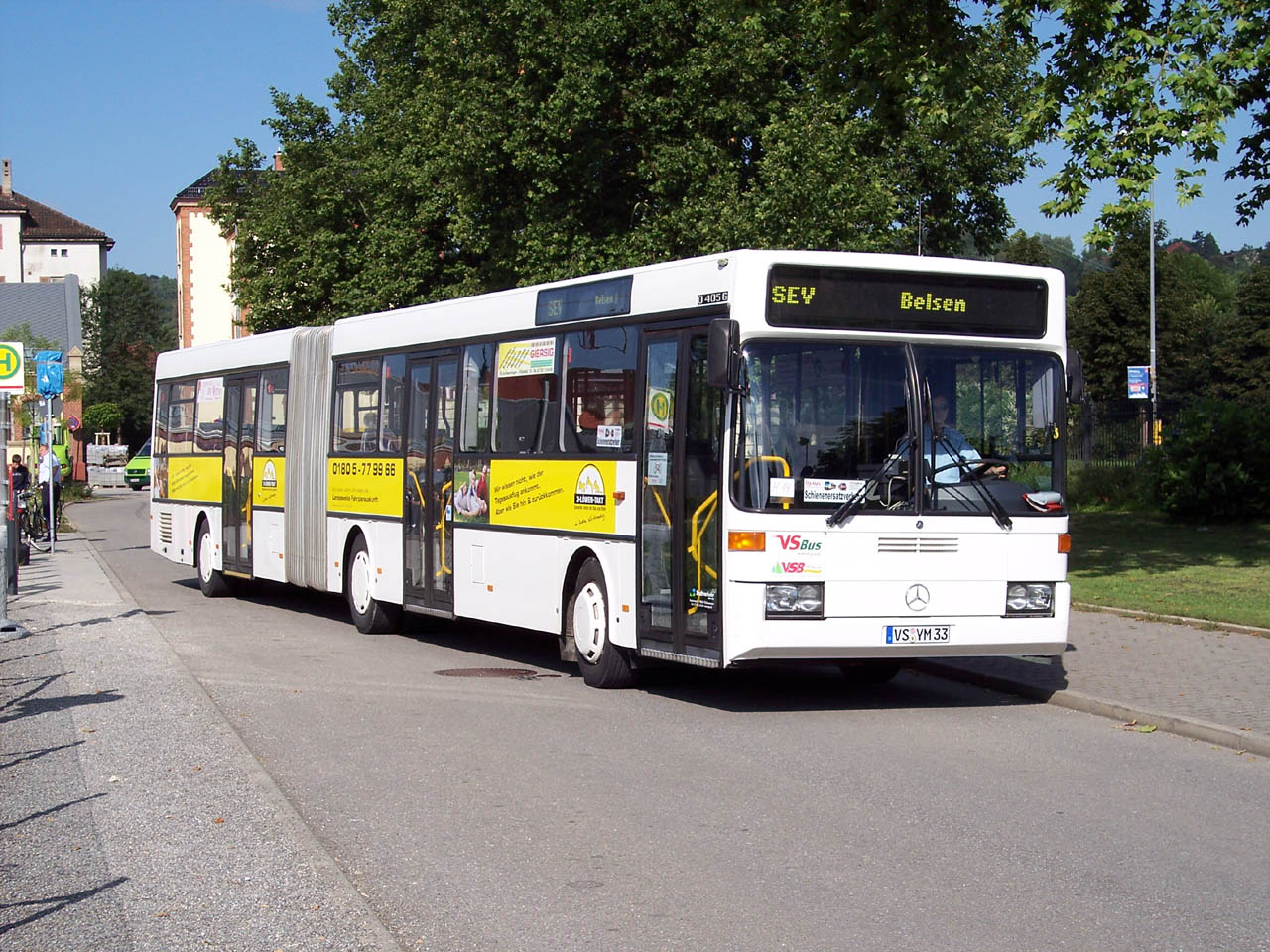
O 405 G

这种有入口台阶的版本称为O405，这系列也有铰接版本制造，铰接版本称为O405G。
O405有两代底盘，分别命名为O405 MkI和O405 MkII。

### O405 MkI
O405 MkI在1980年代中期至1990年代早期销售。它使用一台Mercedes-Benz OM447h自然吸气发动机，输出功率157kW(210hp)/184kW(250hp)。也可选购一台Mercedes-Benz M447hG自然吸气天然气发动机（CNG），输出功率150kW(205hp)。变速箱通常使用Mercedes-Benz W3E110/2.2R或Mercedes-Benz W3E112/2.2R（前者能够应付更大功率的184kW发动机），但是也能选择例如ZF 5HP500或Allison B300R变速箱。

### O405 MkII
O405 MkII在1990年代早期至1990年代末期销售，事实上，在2000年代初，它在世界上的一些地区依然非常受到一些运营商的欢迎。它使用一台Mercedes-Benz OM447hA涡轮增压发动机，输出功率184kW(250hp)。但是也可使用一台Mercedes-Benz OM447h-II自然吸气发动机、Mercedes-Benz OM447hA涡轮增压中冷发动机。变速箱使用ZF 4HP500、5HP500或Voith DIWA D864.3。

从1994年开始，这个底盘也能使用Mercedes-Benz M447hG自然吸气天然气发动机（CNG），输出功率175kW(238hp)，符合Euro II废气排放标准。

## 低地板版本（low-floor）

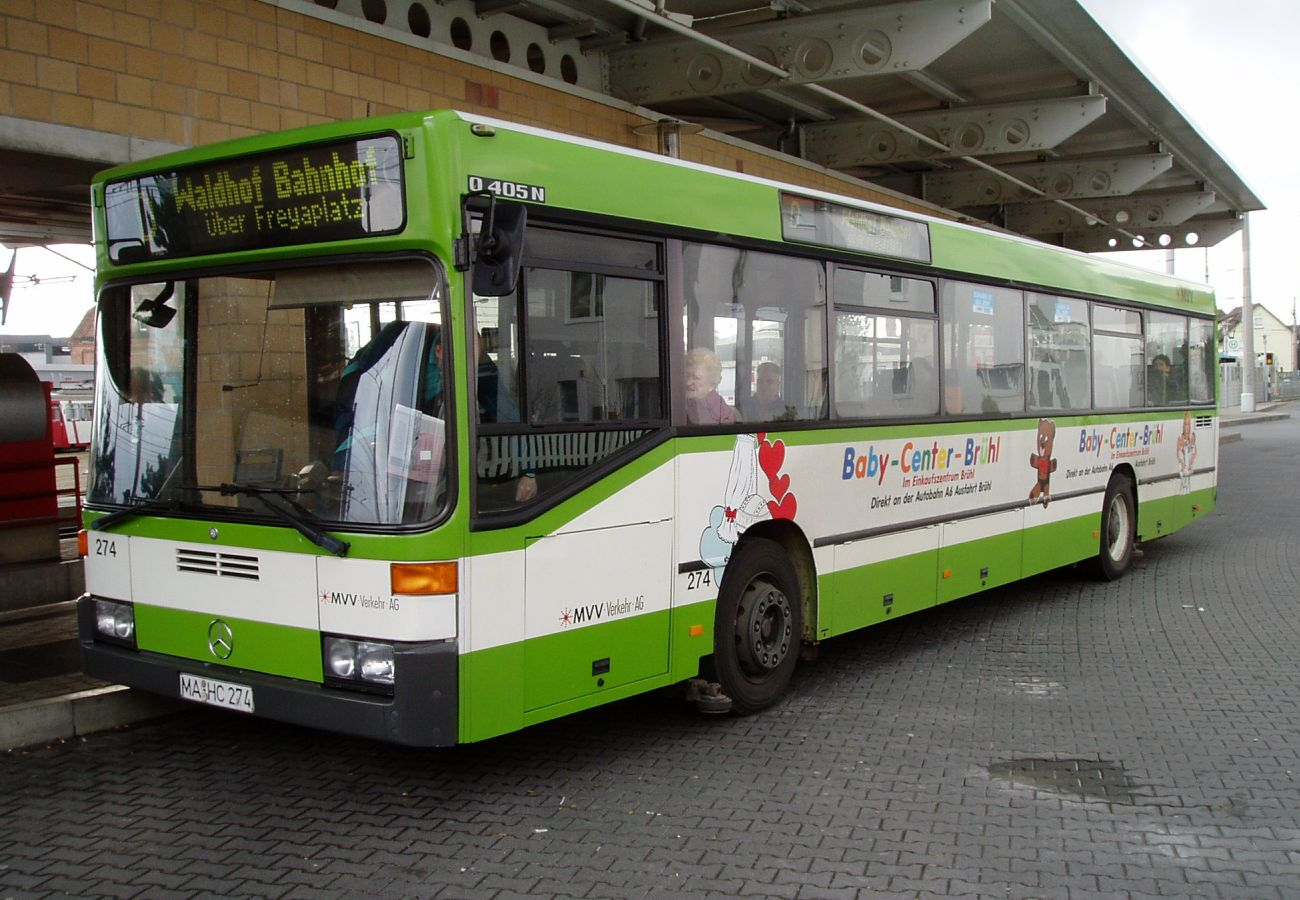
O 405 N

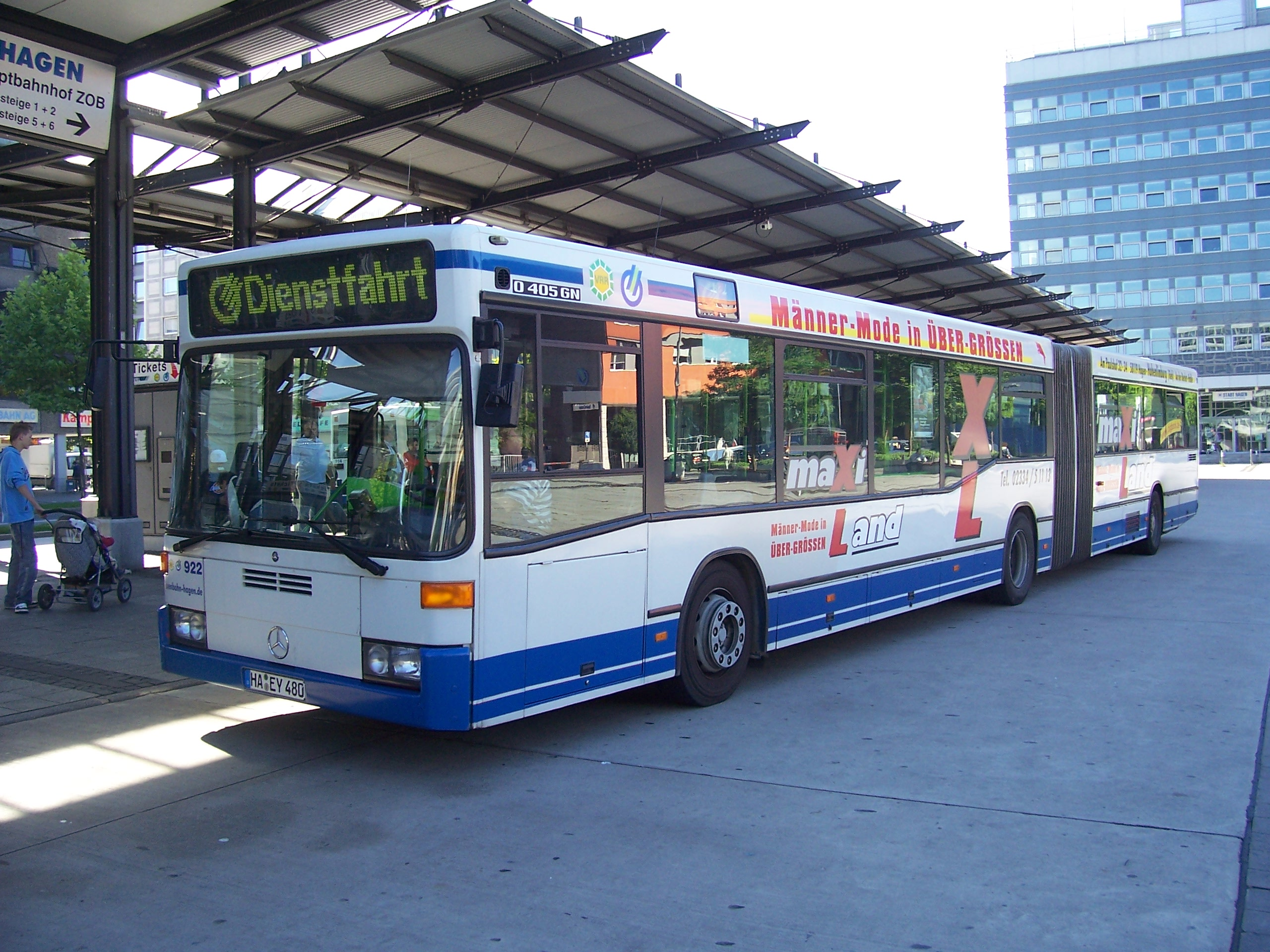
O 405 GN2

低地板版本的O405称为O405 N（铰接版本称为O405 GN），之后有一个进一步改进的版本称为O405 N²(O405 N2)其铰接版本称为O405 GN²(O405 GN2)，两者可以从车体窗线上区分。
O405 (G)N的出入口都没有台阶，但是座位都安装在座椅平台上。但在O405 (G)N2型号里解决了这个问题。这些巴士通常使用ZF变速箱，但也有一些使用Voith变速箱。

## 低入口版本（low-entry）O405 NH
这种低入口版本O405 NH是由Mercedes-Benz/EvoBus制造，并为澳大利亚市场销售。它多普及在政府和私人公共交通运营商中，可被认为是作为Mercedes-Benz O405 MkII底盘的替代者。
这款底盘是由O405 MkII底盘的后半部分模块组件与O405 N2底盘的前半部分模块组件结合获得的。因此，底盘的前后模块在地板高度上是不同的。有一个或多个踏步台阶从中门后部延伸直到标准O405底盘的后部高度。这个底盘使用一台卧式发动机，没有放置后门（第三门）的位置。这种“低入口”的概念在欧洲变得非常流行。一些客车整车产品也有使用这一概念发售，例如Mercedes-Benz Citaro LE。
澳大利亚悉尼巴士(Sydney Buses)和Transperth两家运营商购买了大量的使用O405 NH底盘的巴士。在1999-2002年之间，新南威尔士政府购买了300辆O405 NH用在悉尼的道路上。这些车使用Mercedes-Benz M447hG 175kW(238hp) 符合Euro II废气排放标准的天然气发动机（CNG），配Custom Coaches的车身。Transperth起初订购了848辆并由Volgren制造车身。最初交付的是使用OM447hLA 184kW(250hp)卧式柴油发动机，第一辆天然气发动机车出现在2001年，使用的发动机与悉尼巴士的一样。在底盘停止制造之前总共有397辆O405 NH交付给了Transperth，其中包括48个天然气发动机版本和349个柴油发动机版本。
Mercedes-Benz/EvoBus O405 NH巴士底盘获得过两次澳大利亚年度巴士(Australian Bus of the Year)称号。

## 衍生版本
- O402 8m迷你巴士
- O405 NK 10.4m巴士
- O405 NÜ
- O405 NÜL 13.4m巴士
- O407/O 408 11.920m城郊客车

## 电车版本
- O405 T
- O405 GTD
- O405 GTZ
- O405 G HCE
- O405 GNTD
- O405 NE

## 车身
除Mercedes-Benz制造的整车外，O405系列也有各种不同版本的车身。

### 英国
O405
- 亞歷山大 PS
- Optare Prisma
- Wright Cityranger

O405 G
- Alexander

O405 N
前10个由UVG制造车身

### 爱沙尼亚
Arna

### 斯洛文尼亚
Avtomontaža

### 希腊
ΕΛΒΟ

### 澳大利亚
傲群

Custom Coaches

Bustech

當中Custom Coaches更為O405NH設計了外表和Citaro相似的車身。

### 新加坡
O405
- 亞歷山大 PS
- 都普金屬部件
- Hispano Carrocera
- 傲群 CR221L

O405 G
- Hispano Carrocera Habit
- 傲群 CR221L

### 香港
O405
- 亞洲車身工程（Asia Auto Body Works, Hong Kong）
- Hispano Carrocera

### 泰国
Thonburi Bus Body Co., Ltd.

### 以色列
O405
Merkavim

### 俄罗斯
O405(АКА-5225)、O405 G(АКА-6226)
- GolAZ (Golitsynskii avtobusnyi zavod)

## 取代
Mercedes-Benz O405/O405 N系列被Citaro取代，O405 NH被OC 500 LE取代